# 18 maj
18 maj är den 138:e dagen på året i den gregorianska kalendern (139:e under skottår). Det återstår 227 dagar av året.

## Återkommande bemärkelsedagar

### Helgdagar
- Sverige: Till och med 1571 Eriksmässa (till minne av Erik den heliges död denna dag 1160)

### Nationaldagar
- Somalilands nationaldag (till minne av den deklarerade självständigheten från Somalia 1991, självständigheten är dock inte internationellt erkänd)

## Namnsdagar

### I den svenska almanackan
- Nuvarande – Erik
- Föregående i bokstavsordning
  - Erik – Namnet har funnits på dagens datum sedan medeltiden, till minne av den svenske 1100-talskungen Erik den helige, som enligt legenden blev mördad denna dag 1160. Det har aldrig flyttats, men tidigare hade även den 24 januari anknytning till Erik den helige.
  - Erk – Namnet infördes på dagens datum 1986, men utgick 1993.
  - Jerker – Namnet infördes på dagens datum 1986, men utgick 2001.
- Föregående i kronologisk ordning
  - Före 1901 – Erik
  - 1901–1985 – Erik
  - 1986–1992 – Erik, Erk och Jerker
  - 1993–2000 – Erik och Jerker
  - Från 2001 – Erik
- Källor
  - Brylla, Eva (red.): Namnlängdsboken, Norstedts ordbok, Stockholm, 2000. ISBN 91-7227-204-X
  - af Klintberg, Bengt: Namnen i almanackan, Norstedts ordbok, Stockholm, 2001. ISBN 91-7227-292-9

### Finlandssvenska almanackan
- Nuvarande från 1929[1] – Erik, Erika, Jerker, Eirik
- I föregående revideringar[a][2]
  - 1929–1949 – Erik, Erika
  - 1950–1972 – Erik, Jerker
  - 1973–2004 – Erik, Jerker, Erika
  - 2005–2019 – Erik, Eirik, Jerker, Erika

## Händelser
- 1012 – Sedan Sergius IV har avlidit en vecka tidigare väljs Theophylactus till påve och tar namnet Benedictus VIII. I protest mot detta väljs Gregorius VI till motpåve, men denne avlider efter ett halvår.[3]
- 1160 – Den svenske kungen Erik Jedvardsson blir enligt legenden mördad i Uppsala. Han blir så småningom känd som Erik den helige och blir Stockholms och hela Sveriges inofficiella skyddshelgon, även om han aldrig blir officiellt helgonförklarad av påven. Hans ben gravsätts i Gamla Uppsala, men flyttas 1273 tillbaka till Uppsala och bevaras än idag i ett skrin där. Mördaren Magnus Henriksson utropar sig efter mordet till Sveriges kung, men blir dödad året därpå av tronkrävaren Karl Sverkersson.
- 1284 – Jönköping vid sjön Vätterns sydspets får stadsprivilegium av kung Magnus Ladulås. Privilegiebrevet (som är Sveriges äldsta bevarade och numera finns på Jönköpings rådhusarkiv) visar bland annat att stadens borgare ska ha monopol på handel och hantverk i norra Småland och att de har rätt att hålla marknad på Sankt Antonius och Sankt Franciscus festdagar (17 januari respektive 4 oktober). Därmed har alltså den svenske kungen, enligt utländskt mönster, börjat bestämma när städer ska hålla marknadsdagar.
- 1595 – Sverige och Ryssland sluter freden i Teusina, som avslutar det krig mellan länderna, som har varat sedan 1570. Sverige gör betydande landvinster på Rysslands bekostnad, genom att östra Estland bekräftas som svenskt territorium och gränsen i norra Finland regleras för första gången. Genom denna fred fastställs därmed Sveriges östgräns ordentligt och de vaga bestämmelserna i Nöteborgstraktaten från 1323 upphävs slutgiltigt (under de 272 år, som har gått sedan 1323 har man alltid utgått från Nöteborgstraktatens gränsbestämmelser, trots att de har varit oklara).
- 1804 – Den franske generalen Napoleon Bonaparte, som sedan 1799 har varit förste konsul och därmed ledare för den franska regeringen, utropas till kejsare av Frankrike, när senaten denna dag låter utropa Frankrike till kejsardöme. Samma dag låter Napoleon avskaffa konsulatet och han kröns den 2 december samma år i Notre Dame-kyrkan i Paris.
- 1848 – Som ett resultat av den tidigare under året utbrutna marsrevolutionen i Centraleuropas tyskspråkiga områden sammanträder för första gången det så kallade Frankfurtparlamentet och sammanträdet pågår till 31 maj året därpå. Detta är det första fritt valda parlamentet för hela det tyskspråkiga området och det resulterar i den så kallade Paulskirche-konstitutionen, där parlamentet föreslår, att de tyskspråkiga områdena ska enas i ett kejsardöme, som ska vara grundat på parlamentarisk demokrati. Detta går dock emot den österrikiske statskanslern Klemens von Metternichs program för att återställa ordningen i Europa efter franska revolutionen och Napoleonkrigen och den preussiske kungen vägrar acceptera kejsartronen. Detta leder till, att Tysklands enande fördröjs till 1871, men under 1900-talet tar man med flera delar av konstitutionen i både Weimarrepublikens och det nuvarande Tysklands grundlagar.
- 1946 – Den då 28-årige Gösta Carlsson tycker sig möta ett UFO i en glänta utanför Ängelholm. Av de utomjordingar han möter ska han, enligt egen utsago, ha fått ett recept på pollenallergimedicin och enligt honom själv är mötet med utomjordingarna grunden till de framgångar han senare får som företagsgrundare, bland annat av Cernelle, som genom tillverkningen av pollenallergimedicin ger Carlsson smeknamnet Pollenkungen. Han låter senare uppföra ett monument på platsen, till minne av sitt utomjordingsmöte.
- 1980 – Vulkanen Mount Saint Helens i delstaten Washington på amerikanska västkusten får ett utbrott, som blir ett av världens kraftigaste och det näst största i USA under 1900-talet. Totalt omkommer 57 personer och tusentals djur i utbrottet, men det får också stor betydelse för vulkanforskningen, då det inträffar i ett relativt lättillgängligt område och i ett land, där man har resurser att noga studera händelseförloppet.
- 1991 – Somaliland, som utgör större delen av Somalias nordkust på Afrikas horn, utropar sin självständighet från Somalia. Självständigheten blir dock inte erkänd och än idag (2025) anses Somaliland internationellt som en autonom region inom Somalia, även om det i praktiken har fungerat som ett självständigt land sedan 1991.

## Födda
- 1048 – Omar Khayyam, persisk poet, filosof, matematiker och astronom
- 1711 – Ruđer Josip Bošković, ragusansk filosof och matematiker
- 1717 – Jean Eric Rehn, svensk arkitekt och gravör
- 1756 – Aurelius Ignaz Fessler, ungersk historiker
- 1767 – Wilhelm Faxe, svensk kyrkoman, biskop i Lunds stift 1811–1854
- 1814 – Michail Bakunin, rysk revolutionär och agitator
- 1872 – Bertrand Russell, brittisk filosof och matematiker, mottagare av Nobelpriset i litteratur 1950
- 1876 – Hermann Müller, tysk journalist och socialdemokratisk politiker, Tysklands rikskansler 1920 och 1928–1930
- 1883 – Walter Gropius, tysk-amerikansk arkitekt
- 1886 – Ture Nerman, svensk socialistisk politiker, journalist, antimilitarist och poet
- 1895 – John Melin, svensk skådespelare
- 1897 – Frank Capra, amerikansk regissör
- 1900 – Kenneth Keating,  amerikansk republikansk politiker och diplomat, senator för New York 1959–1965, USA:s ambassadör i Indien 1969–1972 och i Israel 1973–1975
- 1901 – Vincent du Vigneaud, amerikansk biokemist, mottagare av Nobelpriset i kemi 1955
- 1903 – Nils Jerring, svensk skådespelare och regissör
- 1912 – Perry Como, amerikansk sångare
- 1913 – Charles Trenet, fransk vissångare
- 1914 – Pierre Balmain, fransk modeskapare
- 1918 – Harald Emanuelsson, svensk skådespelare
- 1919 – Margot Fonteyn, brittisk ballerina
- 1920 – Johannes Paulus II, född Karol Józef Wojtyła, påve 1978–2005
- 1926 – Dirch Passer, dansk komiker, skådespelare och manusförfattare
- 1928 – Pernell Roberts, amerikansk skådespelare
- 1930 – Alf Nilsson, svensk skådespelare
- 1931 – Don Martin, amerikansk serietecknare
- 1937 – Jacques Santer, luxemburgsk politiker, Luxemburgs premiärminister 1984–1995 och ordförande i Europeiska kommissionen 1995–1999
- 1939
  - Patrick Cormack, brittisk konservativ politiker, parlamentsledamot 1970–2010
  - Peter Grünberg, tysk fysiker, mottagare av Nobelpriset i fysik 2007
- 1941 – Kent Sänd, svensk samhällsdebattör
- 1944 – W.G. Sebald, tysk författare
- 1946 – Reggie Jackson, amerikansk basebollspelare
- 1947 – Anders Ahlbom Rosendahl, svensk skådespelare
- 1949 – Rick Wakeman, brittisk musiker, medlem i gruppen Yes
- 1951 – Ben Feringa, nederländsk syntetkemist, mottagare av Nobelpriset i kemi 2016
- 1955
  - Chow Yun Fat, kinesisk skådespelare
  - Lena T. Hansson, svensk skådespelare och regissör
  - Denise Majette, amerikansk demokratisk politiker och jurist, kongressledamot 2003–2005
- 1962
  - Sandra Menges, tysk sångare med artistnamnet Sandra
  - Nanne Grönvall, svensk sångare
- 1966
  - Issaka Sawadogo, burkinsk-norsk skådespelare
  - Michael Tait, amerikansk sångare i grupperna DC Talk och Tait Band
- 1967 – Heinz-Harald Frentzen, tysk racerförare
- 1970 – Tina Fey, amerikansk skådespelare och komiker
- 1971 – Annika Kjærgaard, svensk sångare i gruppen Alcazar med artistnamnet Annikafiore
- 1975
  - Mónica Capel Cruz, spansk sångare med artistnamnet Princessa
  - Tomas Žvirgždauskas, litauisk fotbollsspelare
- 1977 – Victoria Sandell Svensson, svensk fotbollsspelare, VM-silver 2003
- 1981 – Zou Shiming, kinesisk amatörboxare
- 1986 – Katja Sjtjekina, rysk fotomodell

## Avlidna
- 526 – Johannes I, omkring 56, påve sedan 523
- 1160 – Erik den helige, omkring 40, kung av Västergötland sedan 1150 och av hela Sverige sedan 1156 (mördad; traditionellt dödsdatum)
- 1600 – Nicolaus Olai Bothniensis, omkring 50, svensk teolog, ärkebiskop i Uppsala stift sedan 1599
- 1724 – Anne Julie de Melun, omkring 26, fransk guvernant, underguvernant vid det franska hovet
- 1775 – Magnus Beronius, 82, svensk kyrkoman, biskop i Kalmar stift 1745–1764 och ärkebiskop i Uppsala stift sedan 1764
- 1799 – Pierre de Beaumarchais, 67, fransk dramatiker
- 1800 – Aleksandr Suvorov, 70, rysk fältmarskalk
- 1803 – Samuel Livermore, 71, amerikansk politiker, senator för New Hampshire 1793–1801
- 1839 – Caroline Bonaparte, 57, Neapels drottning 1808–1815 (gift med Joachim Murat), syster till Napoleon Bonaparte
- 1855 – John Canfield Spencer, 67, amerikansk politiker, USA:s finansminister 1843–1844
- 1879 – Asahel Peck, 76, amerikansk politiker och jurist, guvernör i Vermont 1874–1876
- 1887 – Lysander Spooner, 79, amerikansk jurist, individualanarkist, slaverimotståndare och kritiker
- 1909 – Isaac Albéniz, 49, spansk tonsättare och pianist
- 1911 – Gustav Mahler, 50, österrikisk kompositör
- 1912 – James D. Porter, 83, amerikansk demokratisk politiker och diplomat, guvernör i Tennessee 1875–1879
- 1922 – Alphonse Laveran, 76, fransk läkare, mottagare av Nobelpriset i fysiologi eller medicin 1907
- 1928 – Bill Haywood, 59, amerikansk socialist och fackföreningsman
- 1947 – Edmund Fitzalan-Howard, 91, brittisk politiker
- 1960 – Marcello Piacentini, 78, italiensk arkitekt och stadsplanerare
- 1962 – Hedvig Nenzén, 81, svensk skådespelare
- 1969 – Prentice Cooper, 73, amerikansk demokratisk politiker och diplomat, guvernör i Tennessee 1939–1945
- 1975 – Leroy Anderson, 66, amerikansk kompositör
- 1980 – Ian Curtis, 23, brittisk musiker, sångare i gruppen Joy Division
- 1981 – William Saroyan, 72, armenisk-amerikansk författare
- 1985 – Harald Andersson, 78, svensk friidrottare (diskuskastare), bragdmedaljör 1934
- 1990 – Jill Ireland, 54, brittisk-amerikansk skådespelare
- 1991 – Gunnar Johansson, 85, svensk kapellmästare, kompositör, musikpedagog och musikdirektör
- 1993 – Ronald Haver, 54, amerikansk filmvetare och filmhistoriker
- 1995 – Börge Krüger, 78, svensk-dansk dansare och skådespelare
- 1996 – Kai Söderhjelm, 77, svensk författare
- 1999 – Augustus Pablo, 44, jamaicansk musiker
- 2005 – Arne Augustsson, 86, svensk skådespelare
- 2007
  - Hans-Uno Bengtsson, 54, svensk fysiker och författare
  - Helge Brattgård, 86, svensk teolog, biskop i Skara stift 1969–1985
  - Pierre-Gilles de Gennes, 74, fransk fysiker, mottagare av Nobelpriset i fysik 1991
- 2008 – Einar von Bredow, 76, svensk journalist och författare
- 2009
  - Lennart Persson, 58, svensk musikjournalist
  - Velupillai Prabhakaran, 54, lankesisk gerillaledare (dödad)
- 2012 – Dietrich Fischer-Dieskau, 86, tysk lieder- och operasångare
- 2013
  - Ernst Klee, 71, tysk historiker, journalist och författare
  - Steve Forrest, 87, amerikansk skådespelare
  - Jo Benkow, 88, norsk politiker och författare, partiledare för Høyre 1980–1984
- 2014 – Dobrica Ćosić, 92, serbisk författare och politiker, Förbundsrepubliken Jugoslaviens president 1992–1993
- 2017 – Chris Cornell, 52, amerikansk musiker, sångare och låtskrivare i gruppen Soundgarden 1984–1996, sångare i gruppen Audioslave 2002–2017
- 2018
  - Yrsa Stenius, 73, finländsk-svensk journalist
  - Darío Castrillón Hoyos, 88, colombiansk kardinal
- 2022 – Jan Wirén, 87, svensk läkare, kåsör, tecknare, pressfotograf och skådespelare
- 2023 – Jim Brown, 87, amerikansk running back i NFL